# باژانگ
باژانگ (به لاتین: Bazhong) یک شهر مرکزی در جمهوری خلق چین است که در سیچوآن واقع شده‌است.

## خصوصیات
باژانگ ۱۲٬۳۰۱ کیلومترمربع مساحت و ۳٬۲۸۳٬۷۷۱ نفر جمعیت دارد و ۳۹۲ متر بالاتر از سطح دریا واقع شده‌است.